# Hajo Hayen
Hajo Hayen (* 6. März 1923 in Idafehn; † 8. November 1991 in Varel) war ein deutscher Prähistoriker und Moorarchäologe.
Hayen war zunächst in den 1970er Jahren als Bezirksarchäologe tätig und arbeitete dann am Oldenburger Landesmuseum für Natur und Mensch.

## Leben
Hajo Hayen wurde in Idafehn, einem Ortsteil von Ostrhauderfehn geboren. Seine Schulausbildung absolvierte er in Oldenburg. Von 1940 bis 1945 leistete er seinen Wehrdienst. Nach dem Krieg studierte Hayen Pädagogik, Biologie und Geographie an der Pädagogischen Akademie in Oldenburg, wo er nach Abschluss seines Studiums an verschiedenen Grund- und Realschulen unterrichtete. In seiner Freizeit erkundete Hayen mit Unterstützung des Oldenburger Museums die Moore seiner Umgebung und veröffentlichte seine Forschungsergebnisse, wofür ihm 1963 der Förderpreis der damaligen Oldenburg-Stiftung verliehen wurde. Aufgrund seiner intensiven Forschungstätigkeit musste Hayen immer häufiger vom Lehrbetrieb beurlaubt werden, schließlich wurde am Museum eine Planstelle für die Moorforschung eingerichtet, deren Leitung Hajo Hayen antrat. 1970 gehörte er zu den Gründungsmitgliedern der Archäologischen Kommission für Niedersachsen. Im Wintersemester 1981/82 erhielt er einen Lehrauftrag an der Universität Osnabrück, außerdem leitete er in den Jahren 1982 bis 1986 einen groß angelegten Forschungsauftrag, der durch die Stiftung Volkswagenwerk unterstützt wurde. Bis zu seiner Pensionierung war Hayen im Oldenburger Museum beschäftigt, wo er 1988 als Oberkustos ausschied.

## Leistungen
Hayen entwickelte zusammen mit Reinhard Schneider verbesserte Ausgrabungstechniken in Mooren, insbesondere bei Funden von Moorleichen und Holzobjekten. Bei seinen Arbeiten suchte Hayen immer die interdisziplinäre Zusammenarbeit mit anderen wissenschaftlichen Fachbereichen sowie anderen wissenschaftlichen Einrichtungen in ganz Europa um Funde möglichst umfassend auswerten zu können. Seine zahlreich an die Universität Köln abgegebenen Holzfunde machten die Erstellung eines lückenlosen dendrochronologischen Kalenders für die Region möglich. Besonderes Augenmerk richtete er auf die Erforschung der vorgeschichtlichen Bohlenwege, dem historischen Transportwesen sowie den archäologischen Moorfunden.
1985 erhielt er die Brüder-Grimm-Medaille.

## Schriften
- Die Knabenmoorleiche aus dem Kayhausener Moor. In: Oldenburger Landesverein für Geschichte, Natur- und Heimatkunde e. V. (Hrsg.): Oldenburger Jahrbuch. Band 63, 1964, ISSN 0340-4447, S. 19–42.
- Moor und Torf. Holzberg, Oldenburg 1968.
- Moore als Geschichtsquelle. Möglichkeiten und Forderungen der Moorarchäologie. In: Verhandlungen Deutscher Beauftragter für Naturschutz und Landschaftspflege. Band 18, 1968.
- Der Bohlenweg VI (PR) im grossen Moor am Dümmer. Lax, Hildesheim 1979, ISBN 3-7848-1515-4.
- Gedanken zum Schutz von Moor-Resten. Hrsg.: Oldenburgische Landschaft. Holzberg, Oldenburg 1980, ISBN 3-87358-122-1.
- Einzeluntersuchungen zur Feddersen Wierde. Steiner, Wiesbaden 1981, ISBN 3-515-03411-0.
- Bohlenwege – Brücken über die Moore. In: Emsländischer Heimatbund (Hrsg.): Von Speerspitzen und Steingräbern. Ur- und Frühgeschichte im Emsland. Sögel 1982, ISBN 3-88077-104-X (formal falsch).
- 2 Stunden im Museum am Damm / Staatl. Museum für Naturkunde u. Vorgeschichte Oldenburg. Hrsg.: Karl Otto Meyer. Isensee, Oldenburg 1986, ISBN 3-920557-65-4.
- Das Moor – seine Nutzung einst und jetzt: Zur Sonderausstellung vom 2. September bis 31. Oktober 1977. Hrsg.: Rosemarie Pohl-Weber. Focke-Museum, Bremen 1977 (auch 1986).
- Die Moorleichen im Museum am Damm. In: Veröffentlichungen des Staatlichen Museums für Naturkunde und Vorgeschichte Oldenburg. Band 6. Isensee, Oldenburg 1987, ISBN 3-920557-73-5.
- Bau und Funktion der hölzernen Moorwege. Einige Fakten und Folgerungen. In: Herbert Jankuhn (Hrsg.): Der Verkehr: Verkehrswege, Verkehrsmittel, Organisation; Bericht über die Kolloquien der Kommission für die Altertumskunde Mittel- und Nordeuropas in den Jahren 1980 bis 1983. Vandenhoeck u. Ruprecht, Göttingen 1989, ISBN 3-525-82464-5, S. 11–62.
- Moorarchäologie. In: Karlhans Göttlich (Hrsg.): Moor- und Torfkunde. E. Schweizerbart´sche Verlagsbuchhandlung, Stuttgart, 1990, ISBN 3-510-65139-1.
- Der Landkreis Oldenburg. Holzberg, Oldenburg 1992, ISBN 3-87358-381-X.

Daneben verfasste Hayen zwischen 1952 und 1976 auch zahlreiche Beiträge im Oldenburger Jahrbuch, herausgegeben vom Oldenburger Landesverein für Geschichte, Natur- und Heimatkunde e. V.

## Ehrungen
Die Stiftung Naturschutz Hamburg und Stiftung Loki Schmidt verlieh Hajo Hayen 1983 die Loki-Schmidt-Silberpflanze für seine Initiativen zum Schutze von Natur und Umwelt, insbesondere der Moore. Für seine langjährige Forschungsarbeit wurde Hajo Hayen 1985 die Ehrendoktorwürde der Universität Köln verliehen. Für seine historischen Landesforschungen verlieh ihm die Akademie der Wissenschaften zu Göttingen die Brüder-Grimm-Medaille und im März 1988 erhielt er die Ehrengabe der Oldenburgischen Landschaft.